# Can Bou (el Papiol)
|  | Per a altres significats, vegeu «Can Bou». |

Can Bou (també anomenat la casa de pedra) és un monument protegit com a bé cultural d'interès local del municipi del Papiol (Baix Llobregat) situat al carrer Abat Escarré (façana posterior) i al carrer Llibertat (façana principal).

## Història
Va ser construïda el 1914 pel que aleshores era arquitecte municipal: Salvador Valeri i Pupurull.

## Descripció
Edifici de pedra, de planta rectangular i tres pisos d'alçada; té un cos central cobert a quatre aigües. La façana principal està situada un nivell més avall (sota del Caastell). A banda i banda d'aquest cos central hi ha dues ales o cossos laterals que s'avancen a les façanes de tramuntana i migdia per sobre del primer pis, les quals, per sobre del primer pis es comuniquen amb una balconada de pedra. L'entrada posterior dona al jardí, el qual està tancat per una porta també modernista amb reixes de ferro forjat on hi consta el nom de l'edifici. En aquesta façana posterior els acabats són en formes ondulades que recorden la manera gaudiniana.